# Mahembea
Mahembea là một chi nhện trong họ Araneidae.